# Parafia św. Jadwigi Śląskiej w Zielonej Górze
Parafia pw. Świętej Jadwigi Śląskiej w Zielonej Górze – rzymskokatolicka parafia konkatedralna, położona w dekanacie Zielona Góra – św. Jadwigi, diecezji zielonogórsko-gorzowskiej, metropolii szczecińsko-kamieńskiej w Polsce, erygowana w 1272. Kościołem parafialnym jest konkatedra św. Jadwigi Śląskiej.

## Historia parafii od 1945
22 października 1945 ks. Georg Gottwald - ostatni niemiecki proboszcz parafii św. Jadwigi (w latach 1928-1945),  przekazał parafię ks. Kazimierzowi Michalskiemu – pierwszemu polskiemu proboszczowi. Wówczas parafia obejmowała swym zasięgiem całe miasto i okoliczne miejscowości.
8 czerwca 1946 roku parafia została siedzibą dekanatu zielonogórskiego, który obejmował wtedy następujące parafie: Bobrowice, Czerwieńsk, Gubin, Karszyn, Klenica, Krosno nad Odrą, Miłowice, Ługi, Otyń, Świdnica, Zemsz (Lubsko) i Zielona Góra. Parafia stanowiła wtedy cząstkę wielkiej Administracji Apostolskiej Kamieńskiej, Lubuskiej i Prałatury Pilskiej z siedzibą w Gorzowie Wlkp.
W dniach 5-6 listopada 1966  na terenie parafii przebywał metropolita krakowski abp Karol Wojtyła, który uczestniczył w zielonogórskich obchodach Sacrum Poloniae Millenium odbywających się w ówczesnym kościele filialnym pw. Matki Bożej Częstochowskiej. Noc spędził na plebanii przy ul. Mickiewicza 14.
Mocą bulli Jana Pawła II z 25 marca 1992 roku, Diecezja Gorzowska została zreorganizowana i otrzymała nową nazwę Zielonogórsko-Gorzowskiej ze stolicą w Zielonej Górze, wówczas kościół św. Jadwigi został podniesiony do rangi konkatedry.
30 maja 2020 roku na skwerze przy konkatedrze odsłonięto pomnik ks. Kazimierza Michalskiego – pierwszego powojennego proboszcza parafii św. Jadwigi Śląskiej.
28 czerwca 2022 proboszcz konkatedry ks. kan. Adrian Put został mianowany przez papieża Franciszka nowym biskupem pomocniczym diecezji zielonogórsko-gorzowskiej ze stolicą tutularną Furnos Minor. Święcenia biskupie odbyły się 13 sierpnia 2022 w konkatedrze św. Jadwigi Śląskiej i były pierwszymi w historii Zielonej Góry.

## Miejsca kultu

### Kościół parafialny
- Konkatedra św. Jadwigi Śląskiej w Zielonej Górze

### Kościoły filialne
- Kaplica zakonna Sióstr Franciszkanek Rycerstwa Niepokalanej w Zielonej Górze

## Proboszczowie
- ks. Georg Gottwald (1928 – do 21 października 1945)
- ks. kan. Kazimierz Michalski (od 22 października 1945 – 1960)
- ks. prał. Władysław Nowicki (1960 – 24 sierpnia 1992)
- ks. prał. Włodzimierz Lange (25 sierpnia 1992 – 1 sierpnia 2021)
- ks. bp dr Adrian Put (od 2 sierpnia 2021 – 31 sierpnia 2022)[9]
- ks. kan. Piotr Bortnik (od 1 września 2022–2025)[10]
- ks. Józef Tomiak (2025– )[11]

## Zgromadzenia zakonne
Na terenie parafii znajduje się Zgromadzenie Sióstr Franciszkanek Rycerstwa Niepokalanej posługujące w konkatedrze i w kościele św. Urbana I.

## Zasięg parafii
- 1 Maja,  (nr. parzyste od 6 do końca, nieparzyste od 9 do końca),
- Aleja Konstytucji 3 Maja (nr. parzyste),
- Aleja Niepodległości (nr. parzyste od 2 do 14A, nieparzyste od 1 do 13),
- Bohaterów Westerplatte (nr. parzyste od 2 do 22, nieparzyste do 17),
- Bolesława Chrobrego (nr. od 32 do końca),
- Botaniczna (nr. parzyste od 2 do 14),
- Ceglana,
- Ciesielska,
- Długa (nr. parzyste),
- Dr Pieniężnego,
- Drzewna,
- Fabryczna,
- Głowackiego,
- Grottgera (nr. parzyste),
- Jaskółcza (nr. nieparzyste),
- Jasna,
- Jeżykowa,
- Konopnickiej,
- Kopernika,
- Kościelna,
- Kościuszki,
- Kożuchowska (nr. nieparzyste od 1 do 13),
- Kraszewskiego,
- Krawiecka,
- Kukułcza,
- Kupiecka (nr. nieparzyste, parzyste od 2 do 28),
- Licealna,
- Lwowska (nr. parzyste),
- Masarska,
- Mickiewicza (nr. parzyste od 8, nieparzyste od 11),
- Moniuszki (nr. parzyste od 8, nieparzyste od 13),
- Nad Łąkami,
- Ogrodowa (nr. parzyste od 2 do 38, nieparzyste od 1 do 5),
- Owocowa,
- Piaskowa,
- Plac Matejki,
- Plac Pocztowy,
- Pod Filarami (nr. parzyste),
- Pod Topolami,
- Podgórna (nr.parzyste od do 18, nieparzyste od 1 do 43),
- Poniatowskiego,
- Przemysłowa,
- Stary Rynek (nr. od 1 do 11),
- Skargi,
- Sikorskiego,
- Sowińskiego,
- Średnia,
- Św. Jadwigi,
- Św. Kingi,
- Twardowskiego,
- Tylna,
- Wesoła,
- Wrocławska (nr. parzyste od 2 do 24, nieparzyste od 1 do 7),
- Zarugiewicza,
- Zielona,
- Żeromskiego (nr. nieparzyste).